# 新井優香
新井 優香（あらい ゆうか、1994年10月15日 - ）は、日本のAV女優、タレント、血液型はA型。

## 略歴
「元地方局アナウンサー」の設定で2018年にデビュー。AVデビューの動機は「とりあえずチャレンジしてみようって。やらないで後悔するより、やって後悔する方がいいんじゃないかって思った」。

## 人物
趣味・特技はアニメ鑑賞。
首から下はデビューから2年前に脱毛処理しており、下半身はパイパン。整えるためにサロンに行ったものの、何も聞かれず全脱毛されてしまったため、これが合うと思われてるならとデビュー後も維持している。

## 作品

### アダルトビデオ
2018年
- 新卒元地方局アナウンサーAVデビュー 新井優香（8月7日、プレミアム）
- 元地方局アナウンサー濃密ご奉仕パコパコ4本番 新井優香 (9月7日、プレミアム)
- 元地方局アナウンサー 竿・タマ・尻穴までべっちょりフェラSPECIAL 新井優香 (10月7日、プレミアム)
- 元地方局アナウンサー初イキ大絶頂スペシャル！ 新井優香 (11月7日、プレミアム)
- ボクだけのいじわる大好き女子アナお姉ちゃん 新井優香 (12月9日、プレミアム)

2019年
- 綺麗なお姉様と濃厚親父の接吻交尾 新井優香 (1月7日、プレミアム)
- 女教師の誘惑 タイトスカート編 新井優香（2月7日、プレミアム)
- 貴方の上司に犯●れ続けているなんて絶対に言えない 新井優香 (3月12日、プレミアム)
- 元地方局アナウンサー赤ちゃんデキても知らないゾ 中出し大絶頂スペシャル！ 新井優香 (4月7日、プレミアム）
- 高学歴美女がバカになっちゃうポルチオ孕ませマッサージ 新井優香（5月7日、プレミアム）
- 身動き出来ない状態で「もうイッてるってばぁ！」痙攣中に超中出し！ 新井優香（6月7日、プレミアム）
- 義兄NTR【専属女優スペシャル！】～居候をする兄貴と妻の最低な浮気中出し映像～ 新井優香（7月7日、プレミアム）
- 声を出せない私14 婚約者の裏の顔 新井優香（10月7日、アタッカーズ）
- 元地方局アナウンサー新井優香complete 8時間（11月7日、プレミアム）※個人ベスト
- 姦禁秘書 狂気の昏睡レイプ 新井優香（11月7日、アタッカーズ）
- あなた、許して…。 夫の旧友に犯された私3 新井優香 (12月7日、アタッカーズ)

2020年
- 潜入捜査官 敗れた者の掟 新井優香 (3月7日、アタッカーズ)
- 私をレイプした大嫌いな年上の部下にもう一度抱いて欲しいと告白した訳 新井優香 (4月7日、アタッカーズ)